# Bolszeokinskoje
Bolszeokinskoje (ros. Большеокинское) – wieś (sieło) w Rosji, w obwodzie irkuckim, w rejonie brackim. W 2010 liczyła 1105 mieszkańców.